# Monastère de l'Intercession de Moscou

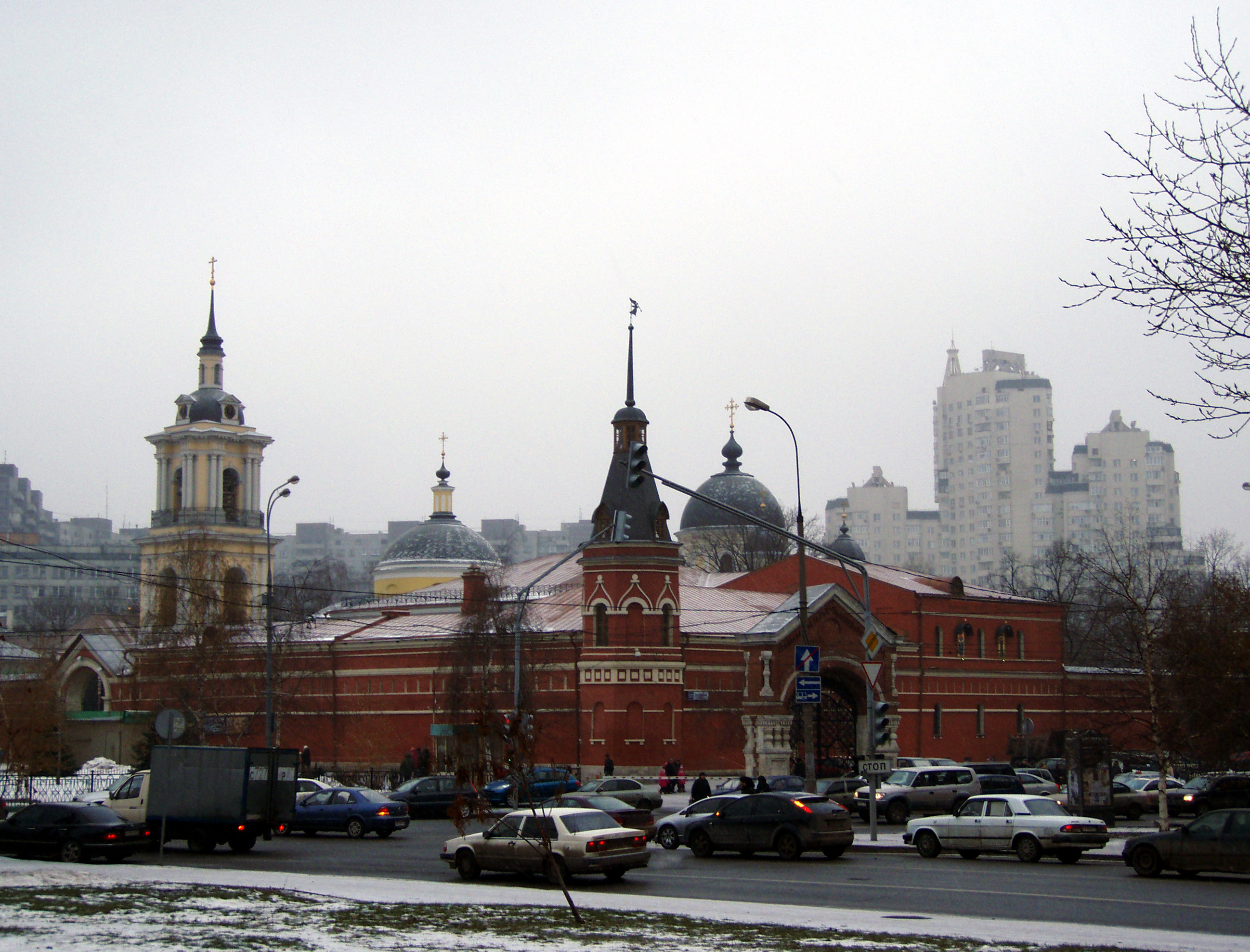
Le monastère de l'Intercession en 2007.

Le monastère de l'Intercession (Покровский монастырь, Pokrovsky monastyr) est un monastère de l'Église orthodoxe russe situé à Moscou dans le quartier de la 
Taganka. Il est à placé sous le vocable de l'Intercession de la Mère de Dieu.

## Histoire

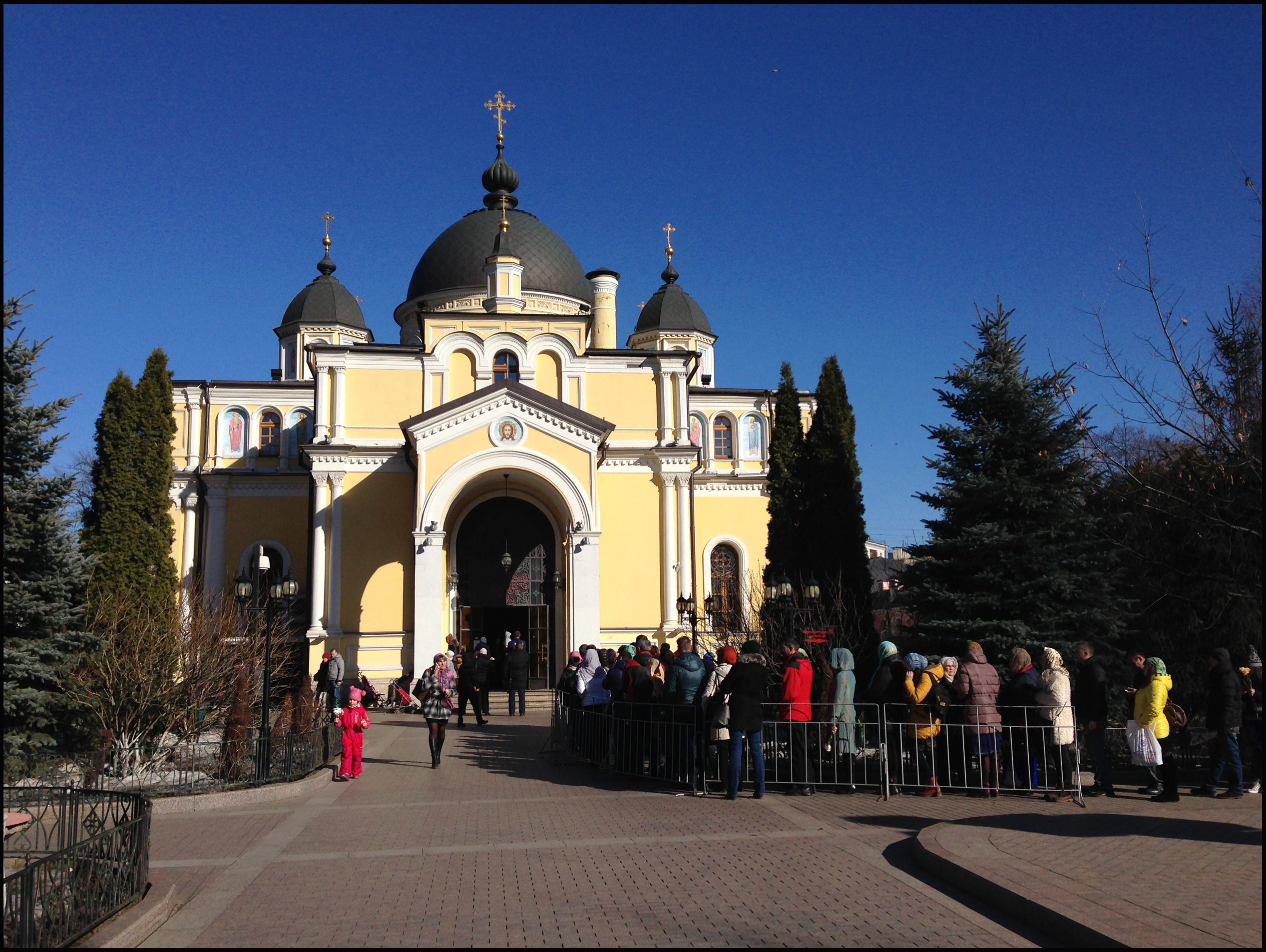
Catholicon du monastère.

Le monastère de l'Intercession est connu depuis 1635. C'est resté longtemps un monastère pauvre en dehors des remparts de la ville avec un grand cimetière. Il a été affilié au monastère Zaïkonospasski entre 1680 et 1731.
Le monastère est composé en majorité d'édifices néoclassiques datant du début du XIXe siècle. Le catholicon à cinq dômes est bâti au milieu des années 1850 selon des dessins néobyzantins de Mikhaïl Boukivski et dédié à la Présentation au Temple.
Les bolchéviques expulsent les moines et détruisent une partie des remparts. Le monastère est rendu à l'Église orthodoxe russe en 1994 en tant que monastère féminin, bénéficiant de la  stavropégie. Il est fameux pour les Moscovites car il abrite les reliques de sainte Matrone de Moscou.

## Cimetière
Le cimetière du monastère s'étend sur 5,4 hectares. On y trouve les sépultures de la famille Botkine (dont l'écrivain Vassili Botkine, le collectionneur Dmitri Botkine, les marchands Piotr Petrovitch Botkine et Piotr Kononovitch Botkine); les marchands et bienfaiteurs Khloudov (dont le plus connu Alexeï Khloudov); le marchand Nikolaï Naïdenov; le poète Dmitri Glebov; l'industriel et collectionneur Mikhaïl Morozov; des membres du clergé géorgien, etc.
Une partie importante du cimetière est détruite en 1934 pour y aménager le parc de Taganka.